# Louis Icart
Pour les articles homonymes, voir Icart.
Louis Icart, né le 12 novembre 1888 à Toulouse et mort le 29 décembre 1950 à Paris, est un artiste peintre, graveur et illustrateur français.

## Biographie

### Famille
Louis Justin Laurent Icart naît le 12 novembre 1888 à Toulouse de 
Jean Marie Adolphe Icart, comptable et d'Elisabeth Antoinette Girot, tailleuse. Ses parents s'étaient mariés à Toulouse le 27 septembre 1888.

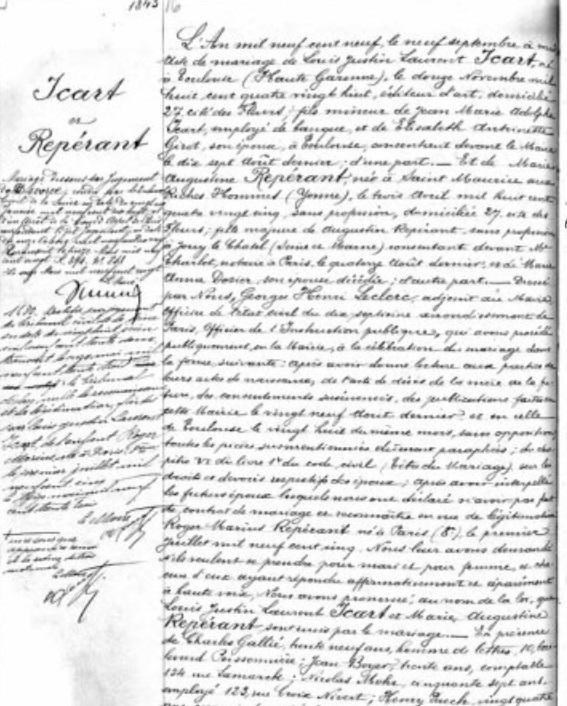
Acte de mariage Louis Sicart - Marie Repérant (9 septembre 1909).

Le 9 septembre 1909 dans le 17e arrondissement de Paris, il épouse Marie Augustine Repérant et reconnaît et légitime comme son fils, Roger Marius Icart Repérant (1905-1993). Le couple divorce le 26 janvier 1918 et Louis Icart épouse en secondes noces le 8 avril 1920 dans le 6e arrondissement de Paris, Fanny Volmers dont il avait fait connaissance chez Paquin, célèbre maison de couture pour laquelle il réalisait des modèles de chapeaux et d'accessoires. Fanny Volmers deviendra son modèle favori. Dans l'acte de mariage, il légitime la fille de Fanny Volmers, Juliette Reine Louise Volmers, née le 5 août 1915,. Le 28 juin 1932, un jugement du tribunal civil de la Seine annule reconnaissance et légitimation de Roger Marius Icart Repérant.

### Parcours d'artiste
Impressionnée par ses dons de dessinateur, sa tante l'emmène à Paris : elle possède la Maison Valmont, modiste en vue de la Belle Époque. Louis Icart est alors introduit dans les milieux de l'illustration pour la presse de mode. Il dessine pour le périodique La Critique théâtrale et pour les catalogues de maison de haute couture.
Formé à la gravure, il présente ses travaux originaux au Salon des humoristes : ses portraits de femmes, de Parisiennes, commencent à séduire le public ; il est comparé à Paul César Helleu et Manuel Robbe[réf. nécessaire].
Durant la Première Guerre mondiale, il est pilote de chasse, part dans plusieurs missions aériennes mais ne cesse pas de dessiner.
En 1920, il expose à la galerie Simonson à Paris, puis, en 1922, à New York, galerie Belmaison, plus d'une trentaine de toiles exprimant un style Art déco. À la suite de cette exposition, ses gravures connaîtront un certain succès en Amérique jusqu'en 1932.
Louis Icart fait partie en 1930 des peintres et sculpteurs de l'Aéro-Club de France.
Il crée la société anonyme La Gravure Française en janvier 1934. La société recouvre un atelier d'artistes qu'il a fondé. Les actions de 500 francs portent sa signature autographe en tant qu'administrateur.
Son œuvre comprend plus de cinq cents gravures. Il a également participé à l'illustration d'une trentaine d'ouvrages, dont un bon nombre d'érotiques.
Durant l'Occupation, il compose une série gravée intitulée L'Exode.
Son travail tombe dans l'oubli après guerre, mais suscite de nouveau l'intérêt quand, dans les années 1970, une partie de ses premières peintures est retrouvée dans le grenier d'une école d'art[réf. nécessaire].
Il meurt en 1950 au 1, place du Calvaire dans le 18e arrondissement de Paris, où une plaque lui rend hommage.

## Œuvre

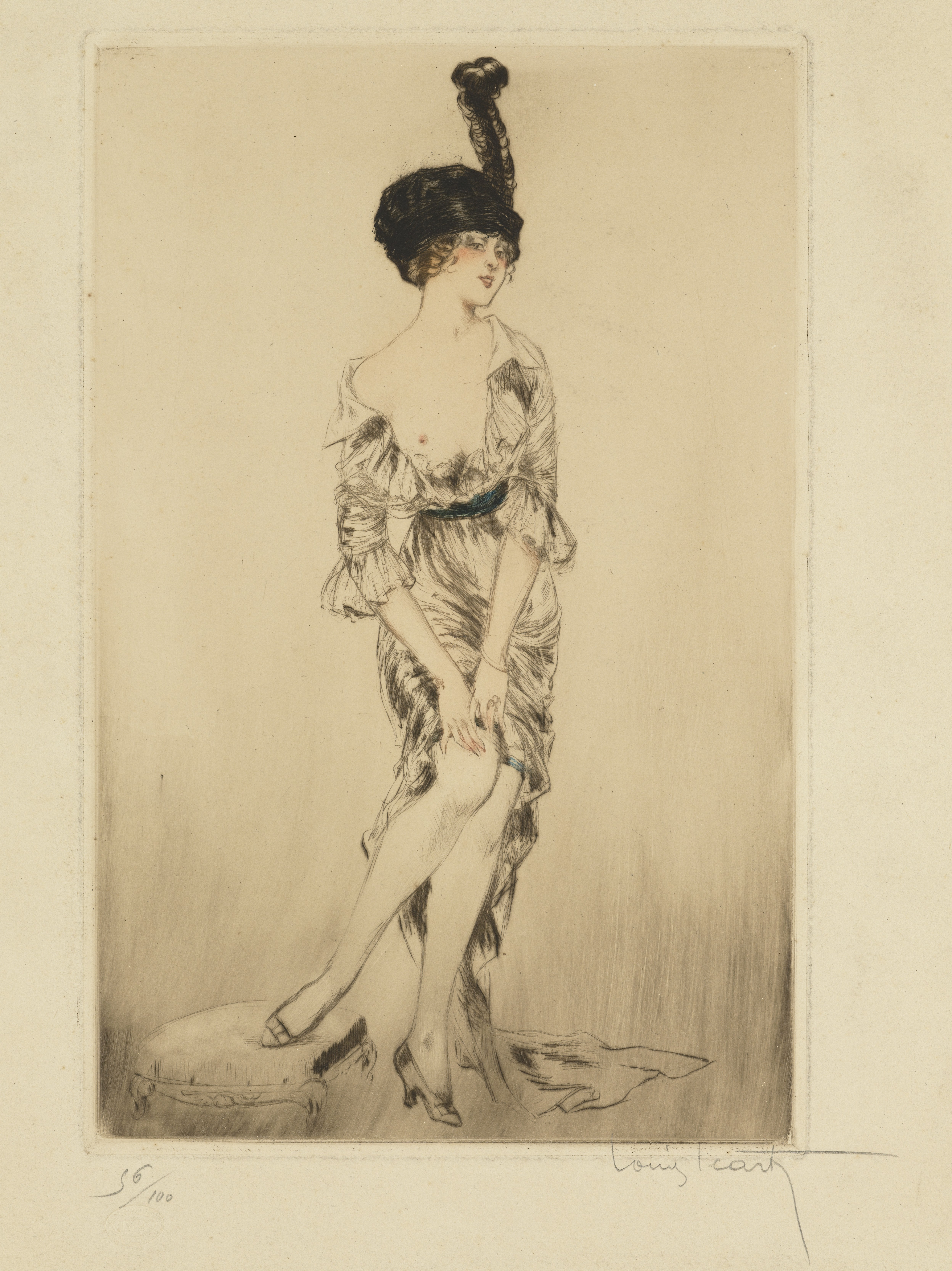
Une Jeune femme à la mode, (années 1920, Wellcome Collection).
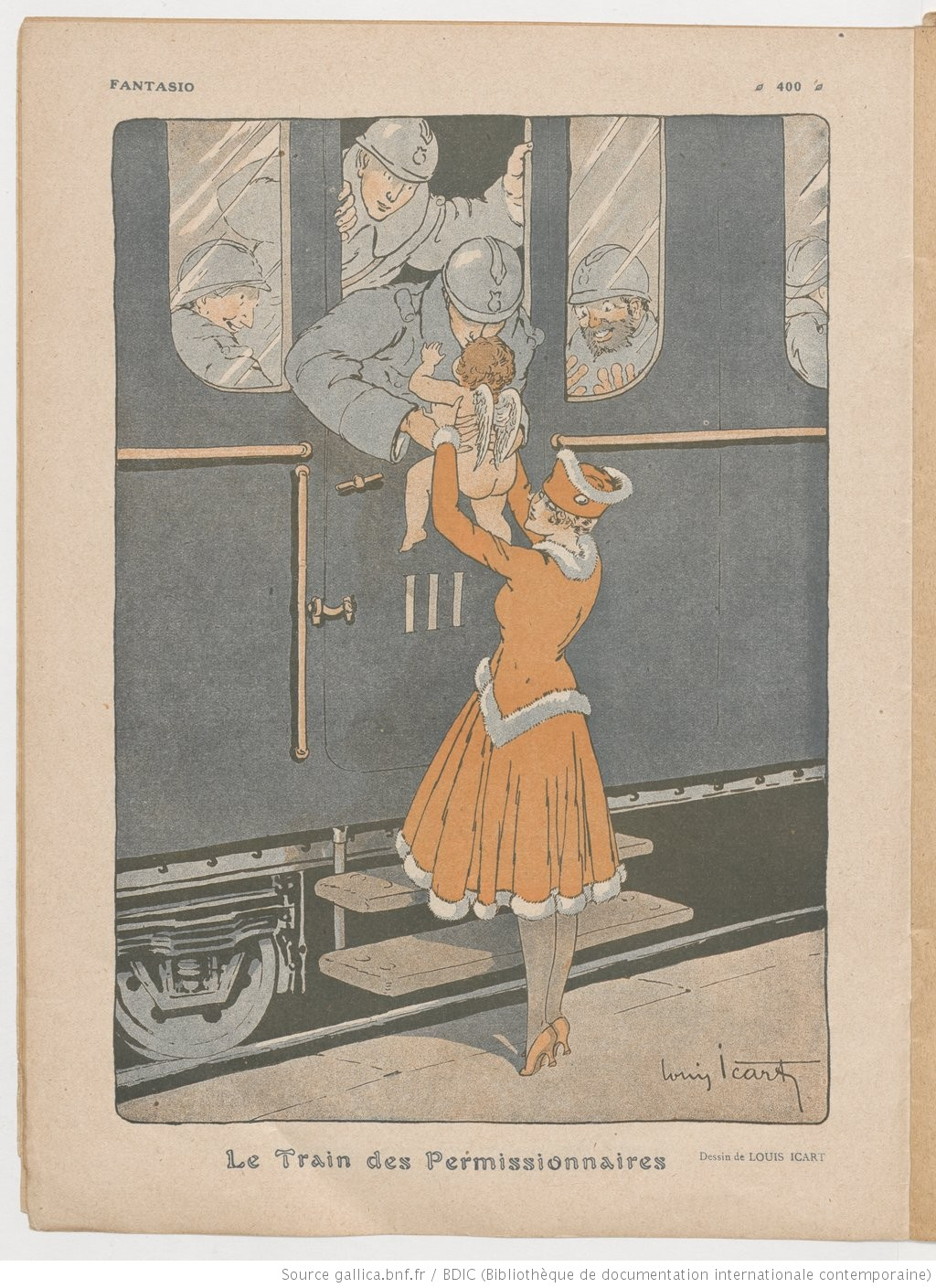
Le train des permissionnaires, illustration pour le magazine Fantasio (1917, Bibliothèque nationale de France).
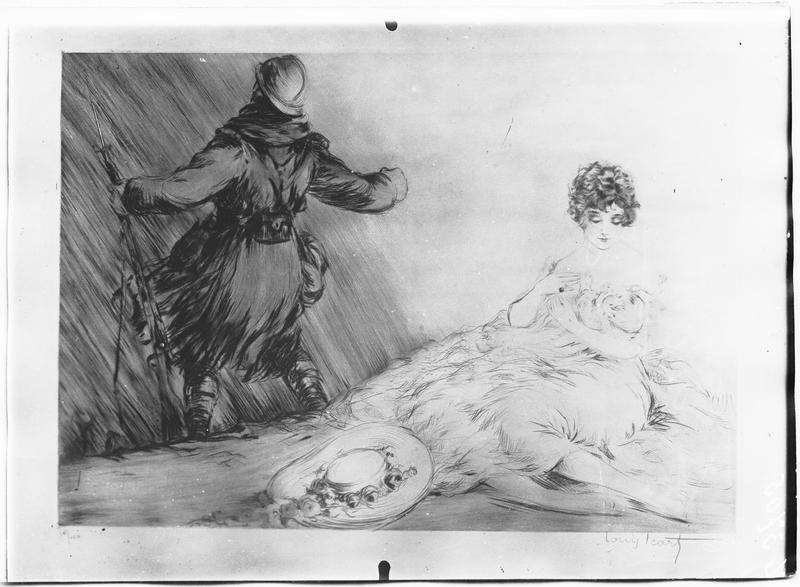
(Sans titre, n. d., Médiathèque du patrimoine et de la photographie).
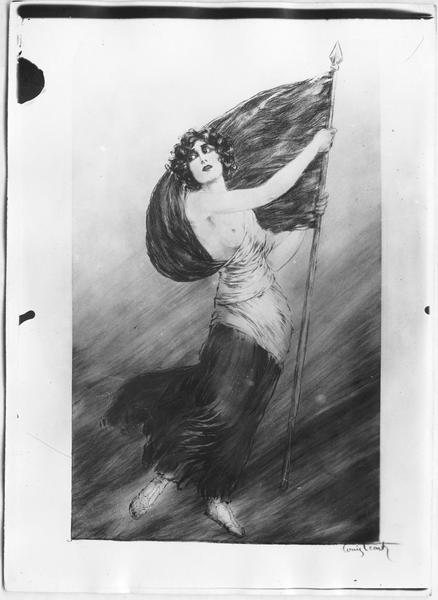
(Sans titre, n. d., Médiathèque du patrimoine et de la photographie).
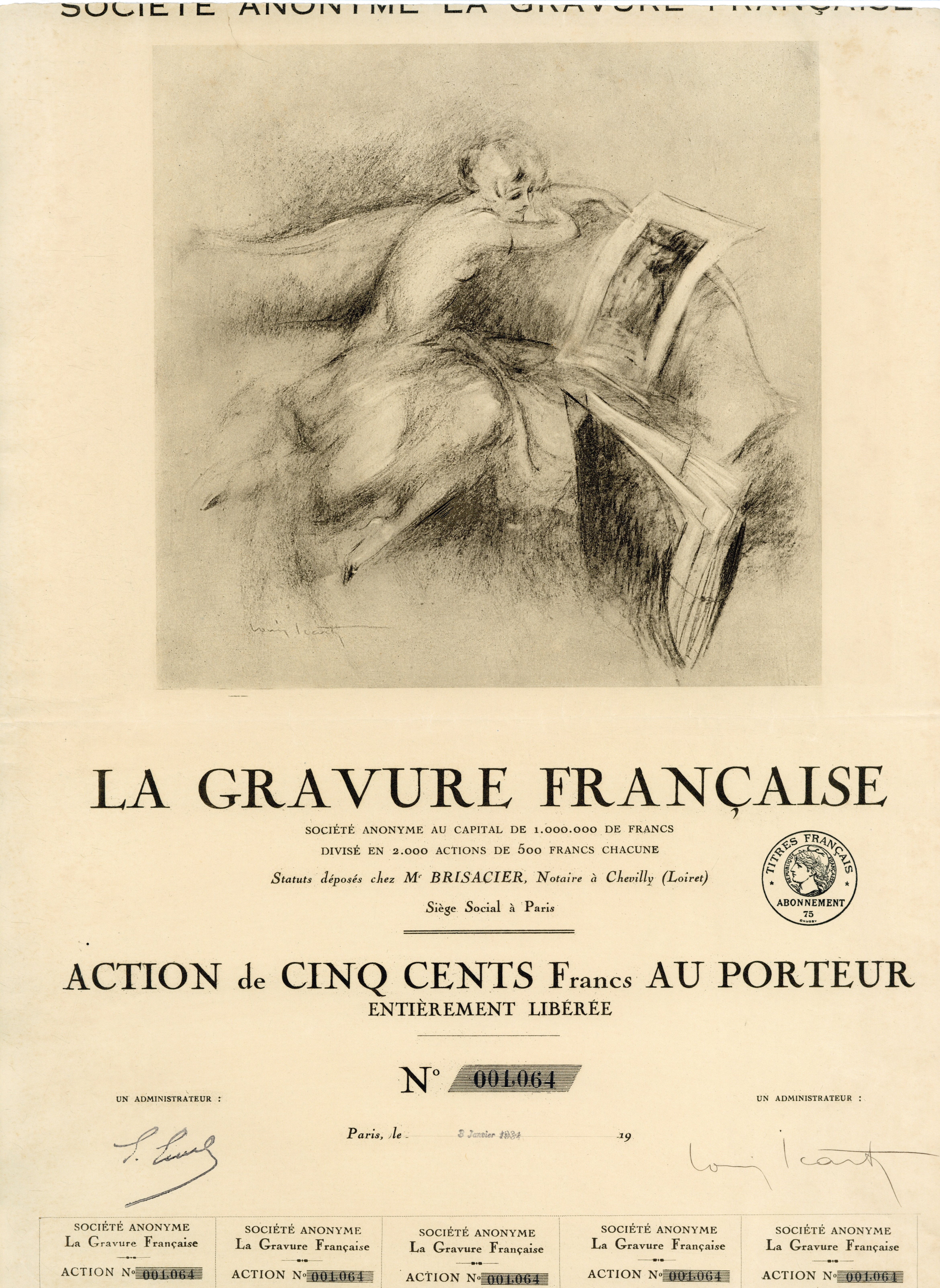
Action de La Gravure Française S.A.